# Історія вігів
Історія вігів, тж. історіографія вігів (англ. Whig history або англ. Whig historiography) — це підхід до історіографії, який представляє історію як подорож від гнітючого та темного минулого до «славетного сьогодення». Описане сьогодення загалом є однію з сучасних форм ліберальної демократії та конституційної монархії: спочатку це був сатиричний термін для патріотичних великих наративів, які вихваляли прийняття Великобританією конституційної монархії та історичний розвиток Вестмінстерської системи.  Термін також широко застосовувався в історичних дисциплінах за межами британської історії (наприклад, в історії науки) для опису «будь-якого підпорядкування історії тому, що по суті є телеологічним поглядом на історичний процес».  Коли термін використовується в контексті, відмінному від британської історії, перевага віддається «історії вігів» (маленьким регістром). 
У британському контексті історики-віги наголошують на зростанні конституційного правління, особистих свободах і науковому прогресі .   Цей термін часто застосовують у загальному (і пейоративно) до історій, які представляють минуле як невблаганний марш прогресу до просвітництва. Термін також широко використовується в історії науки для позначення історіографії, яка зосереджується на успішних ланцюгах теорій та експериментів, що призвели до сучасних теорій, ігноруючи при цьому невдалі теорії та тупики. 
Історія вігів заклала основу для теорії модернізації та, як результат, розгортання допомоги на розвиток по всьому світу після Другої світової війни, яку іноді критикували як руйнівну для її отримувачів.   

## Термінологія
Британський історик Герберт Баттерфілд ввів термін «історія вігів» у своїй короткій, але впливовій книзі «Інтерпретація історії вігами» (англ. The Whig Interpretation of History) (1931). Свою назву він отримав від британських вігів, прихильників влади парламенту, які виступали проти торі, прихильників влади короля. 
Баттерфілд не використовував цей термін щодо британських чи американських партій вігів чи вігізму, а радше мав на меті «школу історіографії дев'ятнадцятого століття, яка вихваляла будь-який прогрес і звично пов'язувала протестантизм із ліберальними поглядами на свободу».  Терміни «віг» і «вігізм» зараз широко використовуються, стаючи «універсальними дескрипторами для всіх прогресивних наративів». 
Коли ХЕЛ Фішер у 1928 році читав лекцію Релі, він натякнув, що «історики-віги» насправді були вігами (тобто пов'язані з партією вігів або її наступником лібералів) й писали центристські історії, які були «хорошою історією, незважаючи на їхній ентузіазм щодо Гладстона чи лібералів». Юніоністські справи"; це введення терміну було здебільшого гідним похвали, на відміну від пізнішого використання Баттерфілдом, оскільки Фішер аплодував «повчальній і яскравій» історії Маколея.  До того часу, коли Баттерфілд писав свою Інтерпретацію вігів, він, можливо, бив мертвого коня: PBM Blaas у своїй книзі Continuity and Anachronism 1978 року стверджував, що сама історія вігів втратила всю життєздатність до 1914 року.  Наступні покоління академічні історики відкинули історію вігів через її презентистське та телеологічне припущення, що історія рухається до якоїсь мети.

### Інтерпретація історії вігами
Мета Баттерфілда при написанні його книги 1931 року полягала в тому, щоб критикувати надто спрощені оповіді (або «скорочення»), які інтерпретували минулі події в термінах сьогодення з метою досягнення «драматизму та очевидної моральної ясності».  Баттерфілд особливо зазначив:
It is part and parcel of the whig interpretation of history that it studies the past with reference to the present.
Баттерфілд стверджував, що такий підхід до історії скомпрометував роботу історика кількома способами. Наголос на неминучості прогресу призводить до помилкової віри в те, що прогресивна послідовність подій стає «лінією причинно -наслідкових зв'язків», спокушаючи історика не йти далі, щоб досліджувати причини історичних змін.  Зосередженість на сьогоденні як меті історичних змін приводить історика до особливого роду «скорочення», вибираючи лише ті події, які здаються важливими з точки зору сучасності. 
Він також критикував її за модернізацію минулого: «результатом [історії вігів] є те, що багатьом із нас [історичні постаті] здаються набагато сучаснішими, ніж вони були насправді, і навіть коли ми виправляємо це враження уважнішим вивченням, ми знаходимо це важко пам'ятати про відмінності між їхнім світом і нашим». 
Історію вігів також критикують як надто дуалістичну точку зору з героями на боці свободи та свободи проти традиціоналістських лиходіїв, які виступають проти неминучості прогресу.   Він також демонструє надто негативний погляд на протиборчі сторони описаних героїв, вважаючи такі партії «нічим не сприяли створенню сьогодення» і, у гіршому випадку, перетворюючи їх на «пустицю, яка виступає як краща фольга для великого віга чесноти».  Баттерфілд проілюстрував це, критикуючи погляди Мартіна Лютера та Реформації, які «іноді схильні писати так, ніби протестантизм сам по собі був якимось чином створений для сприяння [процесу секуляризації]»  та помилкових уявлень про те, що британська конституція була створена. вігами протистоять торі, а не створені шляхом компромісу та взаємодії, опосередкованої тодішніми політичними обставинами. 
Він також відчував, що історія вігів розглядає світ з точки зору моральної гри: що «[історик вігів уявляє себе] непереконливим, якщо він не зможе винести вердикт; і, вивчаючи протестантів і католиків у 16-му столітті, він відчуває, що все ще залишаються незав'язані нитки». повішений, якщо він не зможе показати, яка сторона була права". 
Натомість Баттерфілд висуває погляд на історію, наголошуючи на випадковому та умовному характері подій, а не на якомусь неминучому та структурному зрушенні.  Крім того, він закликав істориків «пробудити певну чутливість до минулого, чутливість, яка вивчає минуле „заради минулого“, яка насолоджується конкретним і складним, яка „виходить назустріч“ минуле», яка шукає «відмінності між минулим і теперішнім».  
Однак десятиліттям пізніше, якщо під тиском Другої світової війни під час війни, Баттерфілд зауважить про інтерпретацію вігів, що «що б це не зробило з нашою історією, воно мало чудовий вплив на нашу політику. . . . У кожному англійці приховано щось на кшталт хвіги, яка ніби смикає серцеві струни»  .

### Розвиток поглядів
Формулювання Баттерфілда згодом привернуло багато уваги, і той вид історичних творів, які він виступав проти в узагальнених термінах, більше не є академічно респектабельним. Незважаючи на полемічний успіх, знамениту книгу Баттерфілда Девід Каннадін розкритикував як «незначну, заплутану, повторювану та поверхневу».  Однак щодо англійської традиції ширше Каннадін писав:
It was fiercely partisan and righteously judgemental, dividing the personnel of the past into the good and the bad. And it did so on the basis of the marked preference for liberal and progressive causes, rather than conservative and reactionary ones ... Whig history was, in short, an extremely biased view of the past: eager to hand out moral judgements, and distorted by teleology, anachronism and present-mindedness.
Е. Х. Карр у «Що таке історія?» (1961) неоднозначно похвалив книгу як «чудову книгу в багатьох відношеннях», зазначивши, що «хоча вона засуджувала інтерпретацію вігів на приблизно 130 сторінках, у ній не… було названо жодного віга, крім Фокса, який не був істориком. або одного історика, за винятком Ектона, який не був бігою».  

Майкл Бентлі аналізує теорію вігів Баттерфілда як посилання на канон істориків 19-го століття в Англії та в Англії (таких як Вільям Стаббс, Джеймс Ентоні Фруд, Е. А. Фрімен, Дж. Р. Грін, В. Е. Х. Лекі, Лорд Ектон, Дж. Р. Сілі, С. Р. Гардінер, Ч. Х. Ферт і Дж. Б. Бері), що фактично виключає небагатьох, окрім Томаса Карлайля .  Теорія визначає загальні фактори, а Бентлі коментує:
Крім Карлейля, так звані віги були переважно християнськими, переважно англіканськими мислителями, для яких Реформація стала критичним театром дослідження при розгляді походження сучасної Англії. Коли вони писали про історію англійської конституції, як це робили багато хто з них, вони підходили до своєї історії з точки зору того, щоб мати Добру Новину для розповіді  . . . Якщо вони не змогли б віднайти величі, яку вони розвинули, якби писали півстоліття тому, вони також не змогли б підтримати свій оптимізм, якби вони дожили до варварства Сомми та Пашендейле . 
Роджер Скрутон вважає, що теорія, що лежить в основі історії вігів, зосереджена на соціальному прогресі та реакції, причому прогресивні люди показані як переможці та благодійники.  За словами Віктора Феске, існує надто велика готовність прийняти класичне формулювання Баттерфілда 1931 року як остаточне. 

## Історія британських вігів
У Британії історія вігів — це погляд на британську історію, який розглядає її як «постійну еволюцію британських парламентських інститутів, за якими доброзичливо спостерігають аристократи-віги та неухильно поширюють соціальний прогрес і процвітання».  У ньому описано «неперервність інституцій і практик, починаючи з англосаксонських часів, які надали англійській історії особливий родовід, який прищепив англійській нації особливий характер (як це любили називати віги) і підхід до світу [який] видав закон і надав правовому прецеденту роль у збереженні або розширенні свобод англійців». 
Історія Англії Поля Репіна де Туара, опублікована в 1723 році, стала «класичною історією вігів» першої половини вісімнадцятого століття.   Рапін стверджував, що англійці зберегли свою стародавню конституцію проти абсолютистських тенденцій Стюартів . Однак історія Репіна втратила своє місце як стандартної історії Англії кінця 18-го та початку 19-го століття на користь історії Девіда Юма . 
Коментарі Вільяма Блекстоуна до законів Англії (1765—1769) розкривають багато вігівських рис. 
Проте, згідно з Артуром Марвіком, Генрі Галлам був першим істориком-вігами, опублікувавши Конституційну історію Англії в 1827 році, в якій «дуже перебільшено значення „парламентів“ або органів [історики-віги], які вважалися парламентами», водночас прагнучи «інтерпретувати все політична боротьба з точки зору парламентської ситуації в Британії [протягом] дев'ятнадцятого століття, тобто з точки зору вігів-реформаторів, які ведуть хорошу боротьбу проти захисників торі статус-кво». 

### Девід Юм
В «Історії Англії» (1754—1761) Юм кинув виклик поглядам вігів на минуле, а історики-віги, у свою чергу, атакували Юма; але вони не змогли пом'яти його історію. На початку 19 століття деякі історики-віги прийняли погляди Юма, домінуючі протягом попередніх п'ятдесяти років. Ці історики були членами нових вігів навколо Чарльза Джеймса Фокса (1749—1806) і лорда Голланда (1773—1840), які перебували в опозиції до 1830 року, тому «потребували нової історичної філософії».  Сам Фокс мав намір написати історію Славетної революції 1688 року, але встиг лише за перший рік правління Якова II . Фрагмент був опублікований у 1808 році. Тоді Джеймс Макінтош намагався написати історію славетної революції вігів, опубліковану в 1834 році як « Історія революції в Англії 1688 року» .

### Томас Бабінгтон Маколей
Юм все ще домінував в англійській історіографії, але це змінилося, коли Томас Бабінгтон Маколей увійшов у поле, використовуючи роботи Фокса та Макінтоша та колекції рукописів. " Історія Англії " Маколея була опублікована в серії томів з 1848 по 1855 рр.  Вона виявилася негайним успіхом, замінивши історію Юма і ставши новою ортодоксією.  У першому розділі " Історії Англії " Маколея пропонується:
Історія нашої країни протягом останніх ста шістдесяти років — це передусім історія фізичного, морального та інтелектуального вдосконалення. 
Незважаючи на те, що Маколей був популярним і відомим істориком школи вігів, його робота не була включена в «Тлумачення історії вігами» Баттерфілда 1931 року.  За словами Ернста Брейзаха, «його стиль зачаровував публіку, як і його добре відчуття минулого та тверді химерні переконання».

### Вільям Стаббс
Вільям Стаббс (1825—1901), історик конституції та впливовий вчитель покоління істориків, був автором надзвичайно впливової «Конституційної історії Англії» (опублікованої між 1873—1878 рр.)  і став вирішальною фігурою в подальшому виживанні і респектабельність історії вігів. За словами Реби Соффер,
Історія Стубба почалася з уявного англосаксонського минулого, в якому виникли представницькі парламентські установи, які боролися за контроль з абсолютистською короною на різних етапах (включно з перевищенням під час громадянської війни в Англії), перш ніж об'єднатися в «націю, церкву, колег і людей» у Славна революція .  Цей погляд на події був суттєво оскаржений: Мейтленд виявив у 1893 році, що ранні «парламенти» не мали «жодного натяку на те, щоб діяти як представницький орган, а натомість нагадували засідання Королівської ради, скликане для досягнення цілей короля; ніякого „законодавства“, а скоріше розгляд петицій або „законопроєктів“, ніби діючи як вищий суд».  Альберт Поллард, який писав у 1920 році, також підкреслив більшість ідей Стаббса щодо представницьких і законотворчих повноважень ранніх англійських парламентів, відносячи появу напівнезалежної Палати громад до 1620-х років. 

### Роберт Геберт Квік
Політична історія була звичайним місцем для історії вігів у Великій Британії, але вона також з'являється в інших областях. Роберт Геберт Квік (1831—1891) був одним із лідерів школи історії освіти вігів разом із Г. А. Н. Лоундсом. У 1898 році Квік пояснив цінність вивчення історії освітньої реформи, стверджуючи, що великі досягнення минулого були кумулятивними і складалися з будівельних блоків, які «підняли б нас на вищу позицію, з якої ми могли б побачити багато, що зробить правильна дорога нам ясніше».

### Кінець історії вігів
Фредерік Вільям Мейтленд «зараз загальновизнаний як перший практик сучасної дисципліни історії», який використовує «середньовічний закон як інструмент для досягнення відкритого розуму середньовічних людей».  Блаас у Continuity and Anachronism (1978) розпізнає нові методи в роботі Дж. Х. Раунда, Ф. В. Мейтленда та А. Ф. Полларда; Бентлі вважає, що їхні роботи «містили витоки більшої частини [історичного] мислення двадцятого століття в Англії».  Марвік також позитивно згадує Гардінера, Сілі, лорда Актона та Т. Ф. Тоута як трансформаторів викладання та вивчення історії в британських університетах у впізнавану сучасну форму. 

Однак Перша світова війна завдала суттєвої шкоди фундаментальному припущенню історії вігів про прогрес і вдосконалення:
Прискорене скептичною силою нової породи істориків, втіленням блискучості Ф. В. Мейтленда, вігерство почало свій поворот униз (нам кажуть) і зустріло своє Ватерлоо на Соммі  . . . Подвійні поштовхи — з одного боку, культурний відчай перед лицем мертвої цивілізації, з іншого — рішучість зробити так, щоб історія сказала щось інше для післявоєнного покоління — працювали між ними, щоб поставити сприйнятливість до вігів між каменем і жорстким. місце. 
Бентлі також припускає, що британська історіографія 19-го століття набула форми опосередкованої соціальної історії, яка «намагалася охопити суспільство, поглинувши його в історію держави», проєкту, серйозно порушеного Першою світовою війною та поновленням питань щодо «претензій держава як втілення соціальної злагоди».  Він, однак, зазначає, що історія вігів не померла «поза академією» і живе частково в критиці історії як щось, опубліковане в "низці дрібних монографій, написаних авторами, які називають себе «докторами», чиє життя "Досвід і відчуття англійської культури поширювалися не далі, ніж за чашкою чаю в Інституті історичних досліджень ". 

## Пізніші зразки та критика

### У науці
Було стверджено, що історіографія науки «пронизана історією вігів».  Як і інші історії вігів, історія науки вігів має тенденцію поділяти історичних акторів на «хороших хлопців», які стоять на боці правди (як тепер відомо), і «поганих хлопців», які протистояли появі цих істин, оскільки через незнання чи упередженість. Вважається, що наука виходить із «серії перемог над донауковим мисленням».  З цієї чудернацької точки зору Птолемея критикували б за те, що його астрономічна система розмістила Землю в центрі Всесвіту, тоді як Аристарха хвалили б за те, що він розмістив Сонце в центрі Сонячної системи. Такий вид оцінки ігнорує історичне підґрунтя та докази, які були доступні в певний час: чи мав Аристарх докази на підтримку своєї ідеї про те, що Сонце було в центрі? Чи були вагомі причини відкинути систему Птолемея до шістнадцятого століття?

Написання вігівської історії науки особливо зустрічається в працях вчених  та загальних істориків , тоді як професійні історики науки зазвичай виступають проти цієї тенденції вігів. Ніколас Джардін так описує зміну ставлення до вигадливості:
До середини 1970-х років серед істориків науки стало звичним використання термінів «віг» і «віг», які часто супроводжувалися одним або декількома словами «агіографічний», «інтерналістський», «тріумфалістичний», навіть «позитивістський». очорнити грандіозні наративи наукового прогресу. На одному рівні справді існує очевидна паралель із нападками на конституційну історію вігів у перші десятиліття століття. Бо, як показав PBM Blaas, ці попередні напади були невід'ємною частиною більш загального наступу в ім'я автономної, професійної та наукової історії, на популярну, партійну та моралізаторську історіографію. Так само . . . Для поборників нової професіоналізації історії науки після Другої світової війни цілі були зовсім іншими. Перш за все, вони прагнули встановити критичну дистанцію між історією науки та викладанням і популяризацією наук. Зокрема, вони з підозрою ставилися до грандіозних святкових і дидактичних оповідей про наукові відкриття та прогрес, які поширювалися в міжвоєнні роки.
Зовсім недавно деякі вчені стверджували, що історія вігів є важливою для історії науки. На одному рівні «сам термін „історія науки“ має глибоко вігівський підтекст. У 19 столітті та більшій частині 18 століття може бути досить ясно, що означає „наука“. У 17 столітті „наука“ мала зовсім інше значення. Хімія, наприклад, тоді була нерозривно змішана з алхімією. До 17-го століття аналіз такої речі, як „наука“ у будь-якому подібному сучасному розумінні цього терміну, включав глибокі спотворення» . Деякі вчені критикували те, що історики науки відмовляються від химерності за те, що вони не змогли оцінити «часову глибину наукового дослідження».

### В економічній науці
Ретроспективи сучасної макроекономіки — це, як правило, химерні історії. Наприклад, популяризація математичних моделей у " Основах економічного аналізу " Пола Самуельсона, якщо розглядати її економістами, навченими математичною системою, стає «важливою віхою на шляху до математизації економіки» в історії, розказаній переможцями.  Проте «ті, хто не погоджується з тим, що така математизація є хорошою річчю, можуть стверджувати, що математичні розробки… являють собою регресію, а не прогресію».  Запровадження раціональних очікувань подібним чином несе неявну упередженість заднім числом: люди, які не згодні з реальністю того, що суб'єкти приймають рішення в припущений спосіб (наприклад, поведінкова економіка), "не обов'язково будуть радіти нинішньому переважанню [раціональних очікувань’]. 
Берроу розглядає марксистську історію з її «[передбачуваною] передбачуваною кінцевою точкою, з якої вона черпає свою моральну та політичну позицію», як «характерну вігам». 

### У філософії
Одним із дуже поширених прикладів історії вігів є робота Георга Вільгельма Фрідріха Гегеля, якому часто приписують телеологічний погляд на історію з невблаганною траєкторією в напрямку прогресу.

### В історії Канади
Щодо Канади Аллан Грір стверджує:
The interpretive schemes that dominated Canadian historical writing through the middle decades of the twentieth century were built on the assumption that history had a discernible direction and flow. Canada was moving towards a goal in the nineteenth century; whether this endpoint was the construction of a transcontinental, commercial, and political union, the development of parliamentary government, or the preservation and resurrection of French Canada, it was certainly a Good Thing. Thus the rebels of 1837 were quite literally on the wrong track. They lost because they had to lose; they were not simply overwhelmed by superior force, they were justly chastised by the God of History.

### У появі розумного життя
У «Антропічному космологічному принципі» (1986) Джон Д. Барроу та Френк Дж. Тіплер ототожнюють хитрість із телеологічним принципом конвергенції в історії до ліберальної демократії . Це відповідає тому, що Барроу і Тіплер називають " антропним принципом ".

### У загальній історії та біографії
Джеймс А. Хіджія вказує на те, що в підручниках з історії зберігається вігігська історія. У дискусії про британство Девід Маркванд похвалив підхід вігів на тій підставі, що «впорядкована свобода та еволюційний прогрес були одними з ознак сучасної британської історії, і вони повинні викликати повагу».
Історик Едвард Дж. Ларсон у своїй книзі « Літо для богів: Суд над Скоупсом і триваючі дебати в Америці щодо науки та релігії» (1997) заперечив химерну думку про суд над Скоупсом. У 1998 році книга отримала Пулітцерівську премію з історії .

## Рекомендована література
- Burrow, J. W. (1981). A Liberal Descent: Victorian historians and the English past. Cambridge: Cambridge University Press. ISBN 978-0521240796.
- Burrow, J. W. (1988). Whigs and Liberals. Oxford: Clarendon Press. ISBN 978-0198201397.
- Burrow, J. W. (2000). The Crisis of Reason: European thought, 1848–1914. New Haven: Yale University Press. ISBN 978-0300083903.
- Butterfield, Herbert (1931). The Whig Interpretation of History. London: Bell.
- Mayr, Ernst (1990). «When is Historiography Whiggish?». Journal of the History of Ideas. 51 (2): 301—309. doi:10.2307/2709517. ISSN 0022-5037. JSTOR 2709517.